# Baba (berg)
Baba (Servisch Cyrillisch: Баба) is een berg in Centraal-Servië, ten oosten van de plaats Paraćin. De berg heeft een hoogte van 657 meter boven zeeniveau. Aan de noordkant bevindt zich een orthodox klooster daterend uit de 14e eeuw.